# ويليام ماكفيرسن
ويليام ماكفيرسن (بالإنجليزية: William Macpherson)‏ (15 مايو 1841 - 24 فبراير 1920) هو لاعب كريكت بريطاني (وحمل سابقاً جنسية المملكة المتحدة لبريطانيا العظمى وأيرلندا).